# Ho (kana)
ほ în hiragana sau ホ în katakana, (romanizat ca ho) este un kana în limba japoneză care reprezintă o moră. Caracterele hiragana și katakana sunt scrise fiecare cu patru linii. Kana ほ și ホ reprezintă sunetul pronunție în japoneză [ho].
Originea caracterelor ほ și ホ este caracterul kanji 保.

## Variante
Kana ほ și ホ se pot folosi cu semne diacritice (dakuten sau handakuten) ca să reprezintă un alt sunet:
- ぼ sau ボ reprezintă sunetul pronunție în japoneză [bo] (romanizat ca bo)[2]
- ぽ sau ポ reprezintă sunetul pronunție în japoneză [po] (romanizat ca po)

## Folosire în limba ainu
În dialectul Sahalin al limbii ainu, katakana minuscul ㇹ reprezintă sunetul h final după sunetul o (オㇹ = oh).

## Forme
| Formă                                   | Rōmaji             | Hiragana                   | Katakana                   |
| --------------------------------------- | ------------------ | -------------------------- | -------------------------- |
| Fără semne diacritice: h- (ほ行 ha-gyō) | ho                 | ほ                         | ホ                         |
| Fără semne diacritice: h- (ほ行 ha-gyō) | hou hoo hō, hoh hu | ほう ほお, ほぉ ほー ほぅ  | ホウ ホオ, ホォ ホー ホゥ  |
| Cu semnul dakuten: b- (ぼ行 ba-gyō)     | bo                 | ぼ                         | ボ                         |
| Cu semnul dakuten: b- (ぼ行 ba-gyō)     | bou boo bō, boh    | ぼう, ぼぅ ぼお, ぼぉ ぼー | ボウ, ボゥ ボオ, ボォ ボー |
| Cu semnul handakuten: p- (ぽ行 pa-gyō)  | po                 | ぽ                         | ポ                         |
| Cu semnul handakuten: p- (ぽ行 pa-gyō)  | pou poo pō, poh    | ぽう, ぽぅ ぽお, ぽぉ ぽー | ポウ, ポゥ ポオ, ポォ ポー |

## Ordinea corectă de scriere
|                                      |
| Ordinea corectă de scriere pentru ほ |

|                                      |
| Ordinea corectă de scriere pentru ホ |

## Alte metode de scriere
- Braille:

| －・ ・－ ・・ |

- Codul Morse: －・・